# Freskkvartetten

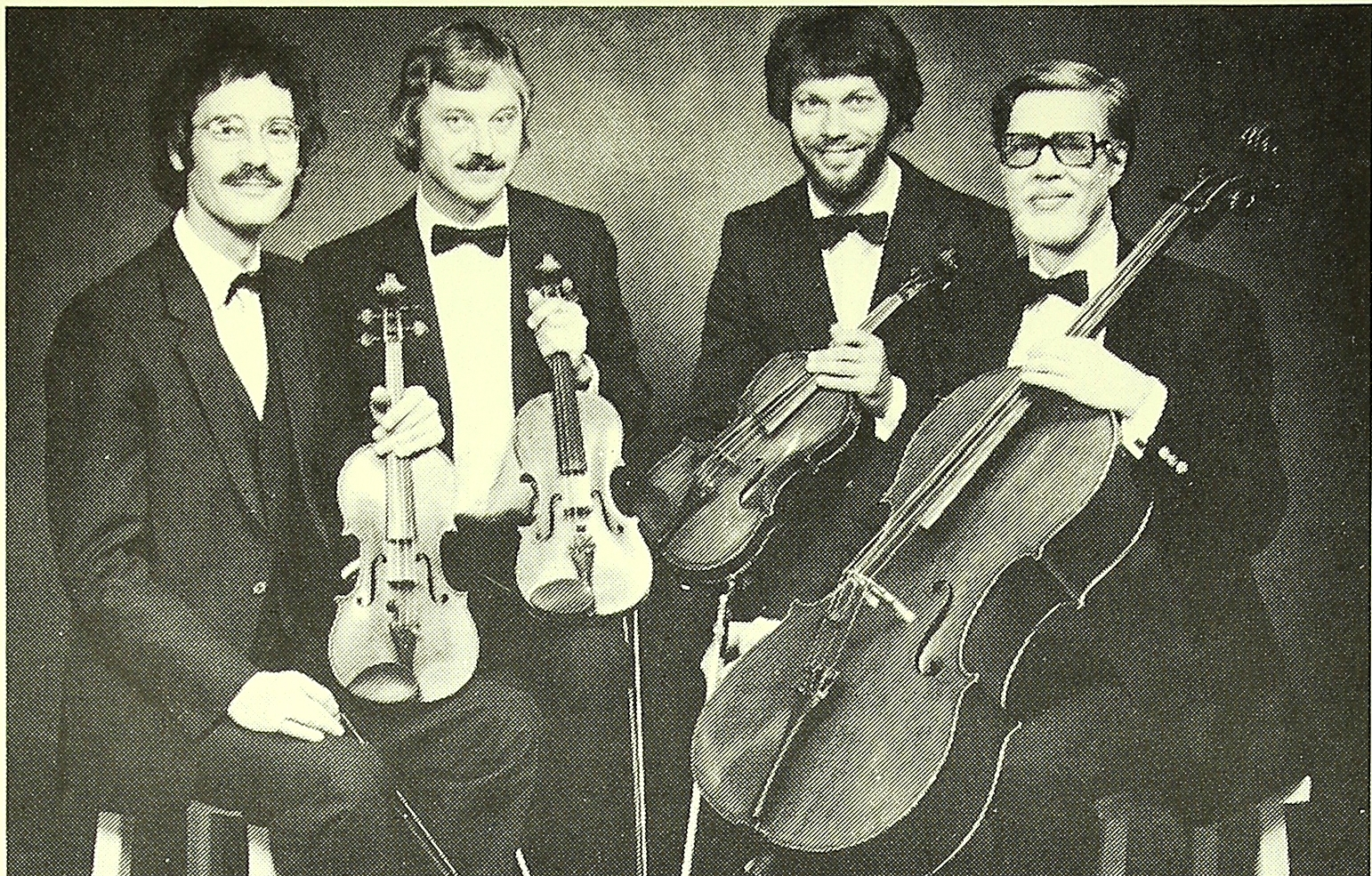
Freskkvartetten, Lars Fresk till vänster.

Freskkvartetten var en svensk stråkkvartett verksam under åren 1965–1994.
Kvartetten var anställd av Rikskonserter 1967–1973 och gjorde omfattande turnéer, särskilt i Europa och Nordamerika.

## Medlemmar
- Lars Fresk (violin)
- Hans-Erik Westberg (violin)
- Lars-Gunnar Bodin (viola)[1]
- Per-Göran Skytt (cello)

## Priser och utmärkelser
- 1978 – Expressens kulturpris Spelmannen
- 1982 – Hugo Alfvénpriset
- 1991 – Litteris et Artibus[2]

## Diskografi (urval)
- 1974 – Bartók/Rosenberg
- 1974 – Eko från skog och fjäll
- 1976 – Sjostakovitj/Carlstedt
- 1987 – Stjärnan i periferin
- 1991 – Sallinen/Sibelius
- 1991 – Swedish String Quartets (Dag Wirén, Bo Linde, Daniel Börtz)